# Acer fraxinifolium
Acer fraxinifolium é uma espécie de árvore do gênero Acer, pertencente à família Aceraceae.